# خليفة التخلوفة
هو مخرج وممثل إماراتي من مواليد 10 أغسطس 1977 ينتسب لمسرح دبا الفجيرة، وقد بدأ مشواره الفني منذ الطفولة. وتخرج من المعهد لعالي للفنون المسرحية بالقاهرة عام 2000 (تمثيل وإخراج).

## المناصب الحالية
- رئيس لجنة المسرح بجمعية دبا للثقافة والفنون والمسرح.
- يعمل بوزارة التربية والتعليم بوظيفة مخرج أول.
- مشرف مسرحي على نشاط المسرح المدرسي بالمنطقة الشرقية.

## مشاركاته
شارك في العديد من المهرجانات المسرحية وهي :
أيام الشارقة المسرحية.
مهرجان الإمارات لمسرح الطفل.
مهرجان المسرح المدرسي الخليجي.
المهرجان الأردني لمسرح الطفل.

## أيام الشارقة المسرحية
| اسم المسرحية    | مشاركته    | السنة |
| --------------- | ---------- | ----- |
| صراع            | ممثل       | 1990  |
| لا              | مساعد مخرج | 1998  |
| يا ليل ما أطولك | ممثل       | 2001  |
| ابحر في العينين | مساعد مخرج | 2003  |
| الحفار          | ممثل       | 2002  |
| اليازرة         | ممثل       | 2004  |
| بحسن نية        | مخرج       | 2005  |
| نهار ساخن       | مخرج       | 2007  |

## مهرجان الإمارات لمسرح الطفل
| اسم المسرحية | مشاركته           | السنة     |
| ------------ | ----------------- | --------- |
| لحن الوفاء   | مخرج              | 2005      |
| سلة الحلويات | مخرج              | 2008      |
| الفلاح الطيب | ممثل + مساعد مخرج | 2010/2011 |

[ الجوائز خلال هذا الهرجان ]
{مسرحية لحن الوفاء }
- أفضل إخراج للفنان : خليفة التخليفة.
- أفضل ديكور : عبد الله اليماحي.
- الجائزة التقديرية : إبراهيم القحومي.

{ مسرحية سلة الحلويات }
- أفضل نص مسرحي : عبد الله مسعود.

{ مسرحية الفلاح الطيب}
- أفضل إخراج : سمير الخوالدة
- أفضل إضاءة : عبد الله مسعود
- أفضل مؤثرات صوتيه : ماهر الحلو

## مهرجان المسرح الخليجي المدرسي
| اسم المسرحية     | مشاركته    |
| ---------------- | ---------- |
| الامنيات الذهبية | مخرج       |
| لحن الوفاء       | مخرج       |
| حكيم القرية      | مخرج       |
| عين عذبة         | مساعد مخرج |

[ الجوائز خلال هذا المهرجان ]
{ مسرحية الأمنيات الذهبية }
- أفضل إخراج : خليفة التخلوفة
- أفضل ازياء : سامي عبد الحليم
- أفضل اضاءة :محمد المراشدة
- الجائزة التقديرية :سند جميع

{ مسرحية لحن الوفاء }
- أفضل ممثل دور أول : سند جميع.
- أفضل ممثل دور ثاني : حمد عبد الله الظنحاني.

{ مسرحية حكيم القرية }
- جائزة أفضل إخراج : خليفة التخلوفة
- جائزة أفضل ممثل دور أول : عبد الله علي النون
- جائزة أفضل ممثل دور ثان : محمد عبد الله راشد
- مع الإشادة بالسينوغرافيا

## المهرجان الأردني لمسرح الطفل
| اسم المسرحية        | مشاركته |
| ------------------- | ------- |
| الساحل وجني المصباح | مخرج    |

[ الجوائز ]
أفضل عمل مسرحي متكامل.

## مهرجان الفجيرة الدولي للمنودراما
| اسم المسرحية | مشاركته    | السنة  |
| ------------ | ---------- | ------ |
| سرك المعاصر  | مساعد مخرج | 2003 م |
| فانوس        | -          | 2007 م |

## مسرحيات أخرى
| اسم المسرحية    | مشاركته | السنة  | المناسبة     |
| --------------- | ------- | ------ | ------------ |
| الطيارة العيارة | ممثل    | 1993 م | -            |
| أفراح وجراح     | ممثل    | 1995 م | أسبوع المرور |

كما شارك في عدة مسلسلات اذاعية وتلفزيونية (فايز التوش – حاير طاير الجزء الثاني والثالث والرابع والخامس– مؤامرات عائلية – سرى الليل - للأسرار خيوط - أوراق الحب - الغافة - مسلسل مانتفق -وديمة)